# Teorema di Kellogg (punto fisso)
In analisi matematica, il teorema di Kellogg è un teorema di punto fisso che fornisce una condizione di unicità per il punto fisso dato dal teorema di Brouwer (e dal teorema di Schauder, nel caso a dimensione infinita). Il teorema è stato dimostrato nel 1975 da R. B. Kellogg, e pubblicato sulla rivista Proceedings of the AMS.

## Il teorema
Il teorema di Brouwer garantisce, data una funzione continua {\displaystyle f:{\overline {B}}\to {\overline {B}}} definita sul disco chiuso:
{\displaystyle {\overline {B}}=\{x\in \mathbb {R} ^{n}:|x|\leqslant 1\}}
l'esistenza di un punto fisso, cioè un {\displaystyle x} tale che {\displaystyle f(x)=x}.
Il teorema di Kellogg garantisce che, sotto opportune ipotesi, tale punto fisso è anche unico, similmente a quanto accade nel teorema delle contrazioni. Nello specifico stabilisce che se valgono le ipotesi seguenti:
- La funzione {\displaystyle f\in C^{1}(D)} è una funzione completamente continua definita sulla chiusura {\displaystyle {\overline {D}}} di un sottoinsieme aperto convesso {\displaystyle D} in uno spazio di Banach reale.
- Per ogni {\displaystyle x} in {\displaystyle D}, la derivata {\displaystyle f'} non ha autovalore 1.
- Non esistono punti fissi sul bordo. In altre parole, {\displaystyle f(x)\neq x} per ogni {\displaystyle x} in {\displaystyle \partial D}.

Allora {\displaystyle f} ha un unico punto fisso nell'interno {\displaystyle D}.
Esiste una seconda versione del teorema:
sia {\displaystyle D} un sottoinsieme aperto, convesso e limitato di uno spazio di Banach reale {\displaystyle X}. Sia {\displaystyle F:{\overline {D}}\to {\overline {D}}} un'applicazione continua, compatta e differenziabile secondo Fréchet su {\displaystyle D}. Si supponga che:  
- per ogni {\displaystyle x\in D}, 1 non è un autovalore di {\displaystyle F'(x)}.
- per ogni {\displaystyle x\in \partial D}, si ha {\displaystyle x\not =F(x)}.

Allora {\displaystyle F} ha un unico punto fisso in {\displaystyle D}.